# Geerolfstraat
De Geerolfstraat is een straat in Brugge.

## Beschrijving
De familie Geerolf behoort tot de oude Brugse geslachten, bekend sinds de jaren 1200.
In 1551 wordt vermeld een huus ten voorhoofde in 's Heer Gheerolfstraetkin, jeghenover de poorte van den clooster van den Eechoute. In deze straat was in de 19de eeuw de drukkerij Van Mullem gevestigd. Albrecht Rodenbach, Hugo Verriest, Amaat Vyncke, Gerard van Caloen, Adolf Duclos, waarschijnlijk zelfs Guido Gezelle kwamen er over de vloer.
De straat loopt van de Eekhoutstraat naar het Pandreitje. Men noemde ze ook soms de Kleine Eekhoutstraat.
Voor 1821 was dit het Pandstraetje

## Literatuur

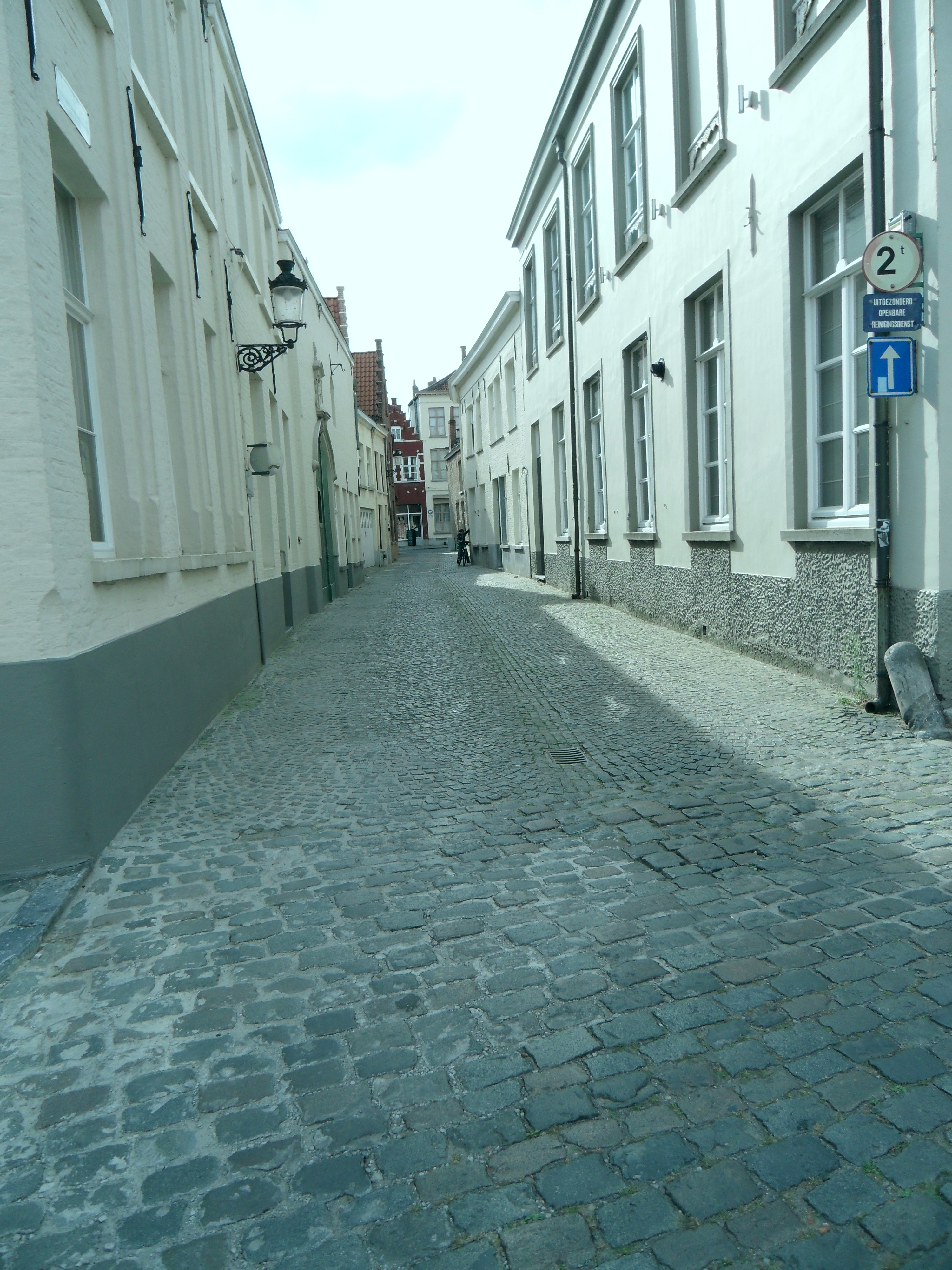
De Geerolfstraat